# Over-Holland
Over-Holland (ook wel Over Holland) is een buitenplaats langs de rivier de Vecht bij het Nederlandse dorp Nieuwersluis.
Tot de buitenplaats behoren vandaag de dag in monumentaal opzicht onder meer het hoofdgebouw, de tuin- en parkaanleg inclusief overtuin, oranjerie, tuinkoepel en diverse toegangshekken.
Het huis werd in de 19e en 20e eeuw bewoond door leden van de familie Doude van Troostwijk.
De roman De Plaetse aan de Veght door Marie van Zeggelen (Amsterdam 1929) speelt zich in dit buiten af.